# Municipio local de Mbombela
El municipio local de Mbombela (Suazi: Mucha gente junta en un pequeño espacio) es un municipio de Sudáfrica, ubicado en el Distrito Municipal de Ehlanzeni, en la provincia de Mpumalanga. El municipio fue formado en 2000 con la fusión de los consejos locales de Hazyview, Nelspruit y White River.
De acuerdo con el censo de 2001, la población de Mbombela alcanzó los 474.805 habitantes, comprendiendo a 441.865 negros africanos, 27.587 blancos, 3.809 mestizos y 1.544 asiáticos. El Congreso Nacional Africano (CNA) obtuvo la mayoría en el consejo, con 61 de 71 bancas.

## Poblaciones
- Kaapschehoop
- Kanyamazane
- Hazyview
- Matsulu
- Mpakeni
- Nelspruit
- Ngodwana
- Tekwane
- White River.